# Vrčice
Vrčice este o localitate din comuna Semič, Slovenia, cu o populație de 48 de locuitori.